# Manny Ramírez
Manuel Arístides Ramírez (Santo Domingo, 30 de maio de 1972) é um ex-jogador dominicano-americano de beisebol. Ele atuava como rebatedor designado (DH) pelo Chicago White Sox na Major League Baseball (MLB).
Em Cleveland, onde jogou sete anos (1993-2000) pelo Indians, Manny teve sua melhor temporada em 1999, quando bateu .333 com 44 home runs e 165 RBIs e anotou 131 corridas. No Red Sox, aonde chegou em 2001, Manny tornou-se ídolo em 2004, sendo fundamental na conquista da Série Mundial — da qual foi o MVP. Em 2007, quando participou de seu 11º Jogo das Estrelas, foi novamente importante para mais um título da Série Mundial, especialmente na pós-temporada, onde bateu .348 com 4 home runs e 16 RBIs. Ademais, em 13 de outubro, ele rebateu seu home run # 23 em playoffs — terminando com 24 —, passando Bernie Williams pela liderança de todos os tempos. Em 2008, após brigas com a diretoria do Red Sox, Manny conseguiu arranjar uma troca e foi para o Los Angeles Dodgers onde teve boas temporadas. Mas em 2010 acabou sendo mandado pelos Dodgers para o Chicago White Sox. Os Dodgers mandaram Ramirez para o White Sox em 30 de agosto, sem receber nenhum prospecto, mas o time de Chicago assumiu os U$3.8 milhões de dolares restantes no salário de Ramirez.
Depois de uma curta passagem pelos Rays em 2011, ele resolveu se aposentar.

## Honras

### Prêmios
- 12x selecionado para o All-Star Game (1995, 1998–2008)
- 9x vencedor do Silver Slugger Award (1995, 1999–2006)
- 2x vencedor do Hank Aaron Award (1999, 2004)
- 2x campeão da World Series (2004, 2007)
- MVP da World Series (2004)

- Liderou a AL em média de rebatidas em 2002
- Liderou a AL em home runs em 2004
- Liderou a AL em corridas impulsionadas em 1999